# Nandus
Nandus – rodzaj ryb z rodziny wielocierniowatych (Nandidae). Niektóre gatunki są hodowane w akwariach słodkowodna.

## Występowanie
Wody słodkowodne i słonawe południowej i płd.-wsch. Azji. 

## Klasyfikacja
Gatunki zaliczane do tego rodzaju:
- Nandus andrewi
- Nandus mercatus
- Nandus nandus  - nandus burmański[4]
- Nandus nebulosus  - nandus mniejszy[4]
- Nandus oxyrhynchus
- Nandus prolixus